# Paul Dorveaux
Paul Dorveaux (1851-1938) est un historien et médecin français.

## Biographie
Paul Marie Jean Dorveaux, dit Paul Dorveaux, est né le 21 juillet 1851 à Courcelles-Chaussy, bourg de 1 500 habitants situé à 18 kilomètres de Metz.
Ses ascendants paternels, qui écrivaient leur nom « Dorvaux », sont des laboureurs, son grand-père est propriétaire à Plappecourt. Son père Jean-Paul Dorveaux (1827-1871) est commerçant, il tient dans le bourg une boutique qui fait office d'épicerie, droguerie, librairie, et également un peu pharmacie en lien avec le médecin local. La famille de sa mère Adélaïde Anne-Marie Bertrand (1825-) est originaire du Duché de Bar, son père François-Louis Bertrand (1773-1845) était capitaine d'artillerie pendant les campagnes de l'Empire. Louis Bertrand (1866-1941), écrivain, qui sera élu à l'Académie française en 1925, est le cousin germain de Paul, par sa mère Adélaïde.
Pour ses études le jeune Paul Dorveaux entre au petit séminaire de Montigny-lès-Metz avant d'aller au collège jésuite Saint-Clément de Metz. Devenu bachelier ès lettres en 1869, il prépare son entrée dans l'Administration de l'Enregistrement lorsque débute la Guerre de 1870. Suivant les recommandations des militaires la famille Dorveaux quitte le bourg de Courcelles-Chaussy pour aller dans la ville fortifiée de Metz. Son père meurt de la variole au début du siège de la ville. Paul Dorveaux qui a 19 ans est volontaire pour un service dans les ambulances, mais impressionné par les blessures il renonce et s'engage dans la garde nationale. Il est affecté à la batterie de la citadelle, comme artilleur. La guerre est perdue par la France sans qu'il ait eu à servir les canons même pour un exercice, néanmoins il recevra en 1911 la Médaille commémorative de la guerre 1870-1871.
Revenu à la vie civile, le jeune Paul Dorveaux change de projet professionnel, au printemps 1871 il ne veut plus entrer dans l'administration mais être médecin. Il réintègre le collège des Jésuites pour préparer un baccalauréat ès sciences puis rejoint Nancy et sa faculté de médecine, qui est celle de Strasbourg transférée après l'annexion. Le 18 février 1880 il devient Docteur en médecine après avoir soutenu avec succès sa thèse intitulée « Du traitement des anévrysmes de la fesse ». Peu après il devient médecin à Jarny, mais rapidement il s'aperçoit qu'il n'a pas la vocation pour être « médecin-chirurgien-accoucheur-dentiste » activités qui sont le quotidien d'un médecin de campagne, d'autant qu'à Nancy il a découvert un attrait pour les livres au contact du bibliothécaire de la ville, son ami Favier. Moins de deux ans après avoir commencé à exercer comme médecin il abandonne et le 14 janvier 1882 il débute comme surnuméraire à la bibliothèque de la Faculté de médecine de Nancy pour préparer le concours des bibliothèques universitaires,.
Reçu premier, il part à Clermont-Ferrand pour intégrer son premier poste, qu'il quitte au bout de deux mois pour rejoindre une affectation à Alger. Poste qu'il doit à Lorédan Larchey, un messin inspecteur des bibliothèques, qui va également aider à sa désignation pour le poste de bibliothécaire responsable du dépôt bibliographique de l'École supérieure de pharmacie de Paris, installée depuis seulement juillet 1882 sur le nouveau site de l'avenue de l'Observatoire. Il prend son poste à la rentrée en septembre 1884, il le conservera jusqu'à l'âge statutaire de la retraite qu'il atteint en 1922,.
Membre de la Société française d'histoire de la médecine (dont il est président de 1913 à 1919) et de la Société d'histoire de la pharmacie (dont il est secrétaire perpétuel), archiviste bénévole de l'Académie des sciences après sa retraite, il se spécialisa dans l'histoire de la médecine et mena des recherches sur l'écrivain et médecin François Rabelais, qui avait séjourné un temps à Metz non loin de son village natal de Courcelles-Chaussy.
Il meurt le 7 janvier 1938 dans le 14e arrondissement de Paris.

## Distinctions
- Médaille commémorative de la guerre 1870-1871